# Жмени (метеорит)
Жмени (Zhmeni) — железокаменный метеорит весом 246 грамм.
Синонимы: Минск (Minsk): Цмень (Cmien); (Tsmen); (Zmeni); (Zmenj).
Село Жмени, Пинского района, Брестской обл.,  Падение в августе 1858 г. Каменный, ахондрит, говардит, 1 экземпляр весом 0,246 кг (ВЕИМ).
О падении каменного метеорита Жмени (Цмень) в августе 1858 г., относящегося к типу говардитов, сообщаеся: «...Крестьянка села Цмень шла днем в местечко Столин (последнее лежит на реке Горыни, притоке Припяти. Село Цмень находится к северо-западу от местечка Столина, верстах в 12-14). Вдруг она услыхала сильный свист в воздухе и, обратившись в сторону свиста, заметила, что какой-то предмет упал на землю. Поспешив на то место, она увидала лежащий в углублении черный камень, который и подняла. Камень был горяч. Она взяла его с собой и понесла в местечко Столин, где показала его местному приставу, которому сообщила также подробности о падении камня...»
Метеорит первоначально весил около 250 г. но в коллекции РАН хранится лишь небольшой его осколок, весом 26 г.